# Ван ден Хук, Арнольдус
Арнольдус Иоханнес ван ден Хук (нидерл. Arnoldus Johannes van den Hoek, 1 декабря 1921, Амстердам — 14 января 1945, Ватенштедт, недалеко от Брауншвейга) — голландский шахматист. В августе 1942 г. разделил 1—3 места в чемпионате Нидерландов с А. де Гроотом и Н. Кортлевером. Победитель турнира получал право на матч с чемпионом Нидерландов М. Эйве. Ван ден Хук выиграл дополнительное соревнование, однако проиграл матч Эйве с разгромным счетом. В 1943 г. ван ден Хук выиграл традиционный турнир в Бевервейке.
Вскоре после турнира он был принудительно отправлен в Германию для работы на оборонном заводе. Погиб во время бомбардировки.

## Спортивные результаты
| Год  | Город     | Соревнование          | + | − | = | Результат | Место |
| ---- | --------- | --------------------- | - | - | - | --------- | ----- |
| 1942 | Леуварден | Чемпионат Нидерландов |   |   |   |           | 1—3   |
|      | Леуварден | Дополнительный турнир | 2 | 0 | 0 | 2 из 2    | 1     |
|      | Гаага     | Матч с М. Эйве        | 0 | 6 | 4 | 2 : 8     |       |
| 1943 | Бевервейк | Международный турнир  |   |   |   |           | 1     |